# Белтень-Дял
Белтень-Дял, Белтені-Дял (рум. Bălteni-Deal) — село у повіті Васлуй в Румунії. Входить до складу комуни Белтень.
Село розташоване на відстані 274 км на північний схід від Бухареста, 9 км на захід від Васлуя, 54 км на південь від Ясс, 141 км на північ від Галаца.

## Населення
За даними перепису населення 2002 року у селі проживали 533 особи, усі — румуни. Усі жителі села рідною мовою назвали румунську.